# Бух ам Ерлбах
Бух ам Ерлбах (њем. Buch am Erlbach) општина је у њемачкој савезној држави Баварска. Једно је од 35 општинских средишта округа Ландсхут. Према процјени из 2010. у општини је живјело 3.478 становника. Посједује регионалну шифру (AGS) 9274121.

## Географски и демографски подаци
Бух ам Ерлбах се налази у савезној држави Баварска у округу Ландсхут. Општина се налази на надморској висини од 441 метра. Површина општине износи 26,7 km². У самом мјесту је, према процјени из 2010. године, живјело 3.478 становника. Просјечна густина становништва износи 130 становника/km².